# Rețea de nivel 1
O rețea de nivel 1 este o rețea electronică de comunicații IP (Internet Protocol) care se conectează la Internet numai prin acorduri de peering fără costuri.

## Definiție
Deși nu există o autoritate care să definească nivelele rețelelor care alcătuiesc internetul, cea mai frecventă definiție a unei rețele de nivel 1 este aceea că este o rețea care are acces în celelalte rețele din internet fără a cumpăra conexiuni și fără a plăti pentru acorduri.
1. ↑  „Filtrarea INGRESS-EGRESS”. 27 iunie 2012. Arhivat din original la 10 iunie 2015. Accesat în 17 noiembrie 2013. exista provideri de retea tier 1(este o retea de tranzit gratuita, care nu plateste nimic altei retele pentru a ajunge la orice alta portiune a internetului) Parametru necunoscut |accesat= ignorat (posibil, |access-date=?) (ajutor)